# 다자이후

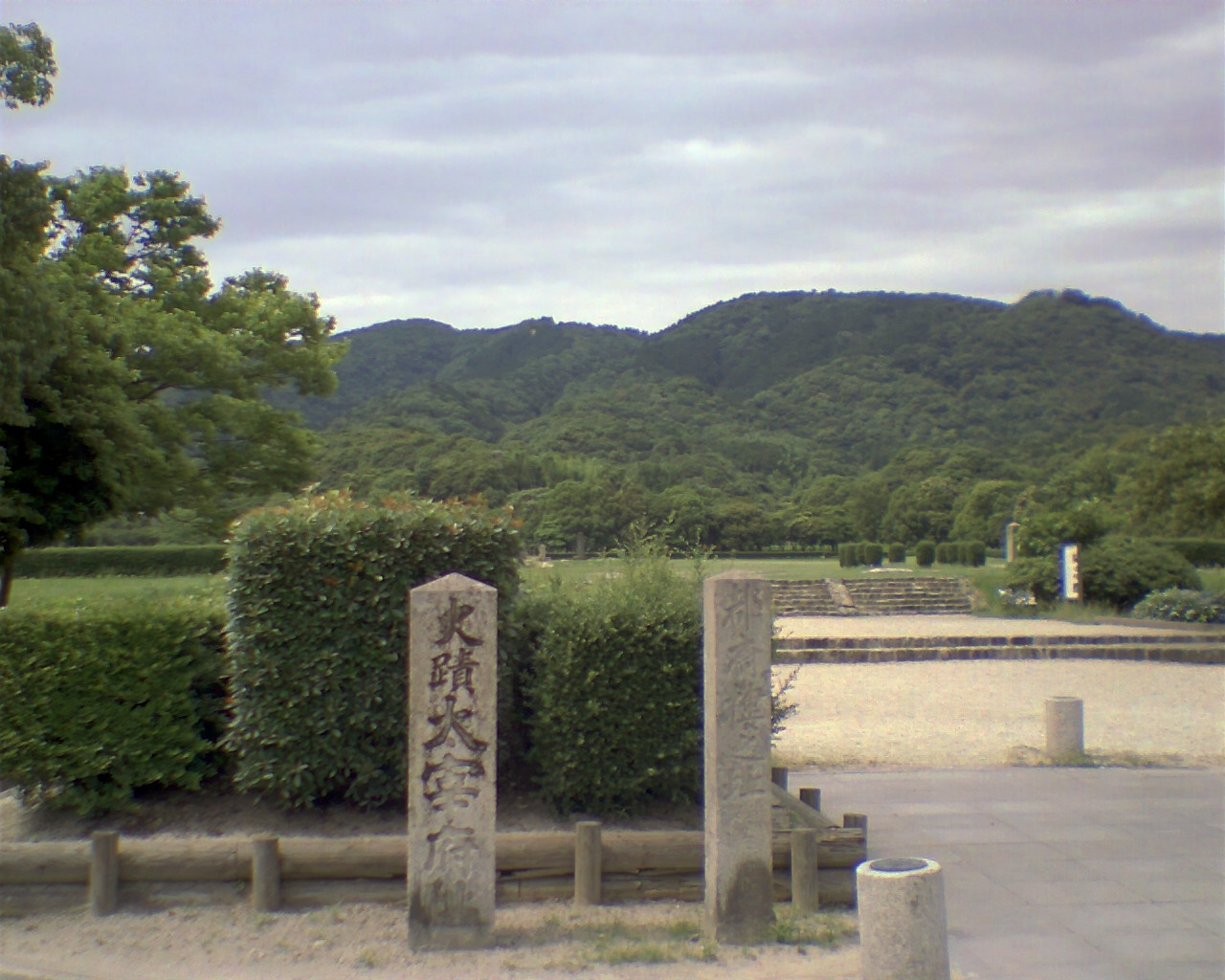
특별사적, 다자이후 정청 유적

다자이후(일본어: 大宰府)는 7세기 후반, 규슈 지방의 지쿠젠국(筑前国)에 설치되었던 지방 행정 기관의 이름이다. 대부분의 역사책에는 한자 표기가 太宰府로 되어 있다. 설치 당시에는 오호미코토모치노츠카사(おほみこともちのつかさ)라는 일본식 훈독법으로 불렸다. 「다자이후(だざいふ)」라는 음독은 지금까지도 지명으로 남아 쓰이고 있다.

## 명칭
「다자이」 즉 「오호미코토모치(大宰)」란, 고대 일본에서 지방 행정상의 중요한 지역에 설치되어 몇 개의 구니(国)에 걸치는 넓은 지역을 통치하는 임무를 맡았던 일종의 지방행정장관이다. 다이호 율령(大宝律令) 이전까지 기비노 오호미코토모치(吉備大宰, 덴무 천황 8년 즉 679년) · 스오노쇼료(周防總令, 덴무 14년 즉 685년) · 이요노쇼료(伊予総領, 지토 천황 3년 즉 689년) 등의 여러 곳이 있었다. 후대의 《속일본기》의 몬무 천황 4년(700년) 10월조 기사에 「지키다이이치(直大壱)인 이소노카미노아손 마로(石上朝臣麻呂)를 지쿠젠소료(筑紫総領), 지키코산(直広参)인 오노노아손 모노(小野朝臣毛野)를 다이니(大弐, 차관次官)로, 지키코산인 하타노아손 무고베(波多朝臣牟後閇)을 스오노소료로 하였다」고 기록되어 있듯이 「소료」라고도 불렸다. 하지만 701년의 다이호 율령(大宝律令)에 의해 다른 오호미코토모치는 폐지되고 규슈의 다자이노소치(大宰帥)만 정부 기관으로서 확립되었다. 때문에 일반적으로 「다자이후」라고 하면 규슈의 그것을 의미하게 되었다. 또한 그 관할 영역은 오늘날의 다자이후시 및 지쿠시노시(筑紫野市)에 달한다. 유적은 일본의 특별사적으로 지정되어 있다.
헤이조쿄(平城京) 및 나가오카쿄(長岡京) 유적에서 발굴된 목간에는 筑紫大宰, 大宰府라는 표기가 확인되고 있으며 역사적 용어로서는 기관명인 「大宰府」라는 표기를 자주 쓰지만, 현존하는 도시명이나 스가와라노 미치자네(菅原道真)를 모시는 신사(다자이후 천만궁)에서는 중세 이후에 등장한 「太宰府」라는 표기를 이용한다. 앞글자만 떼고 '宰府'로 쓰기도 한다.
또한 일본 현지의 사적은 '도후로 아토(都府楼跡)' 또는 '도토쿠후 코시(都督府古址)' 등으로 불리는 경우가 많다.

## 개요

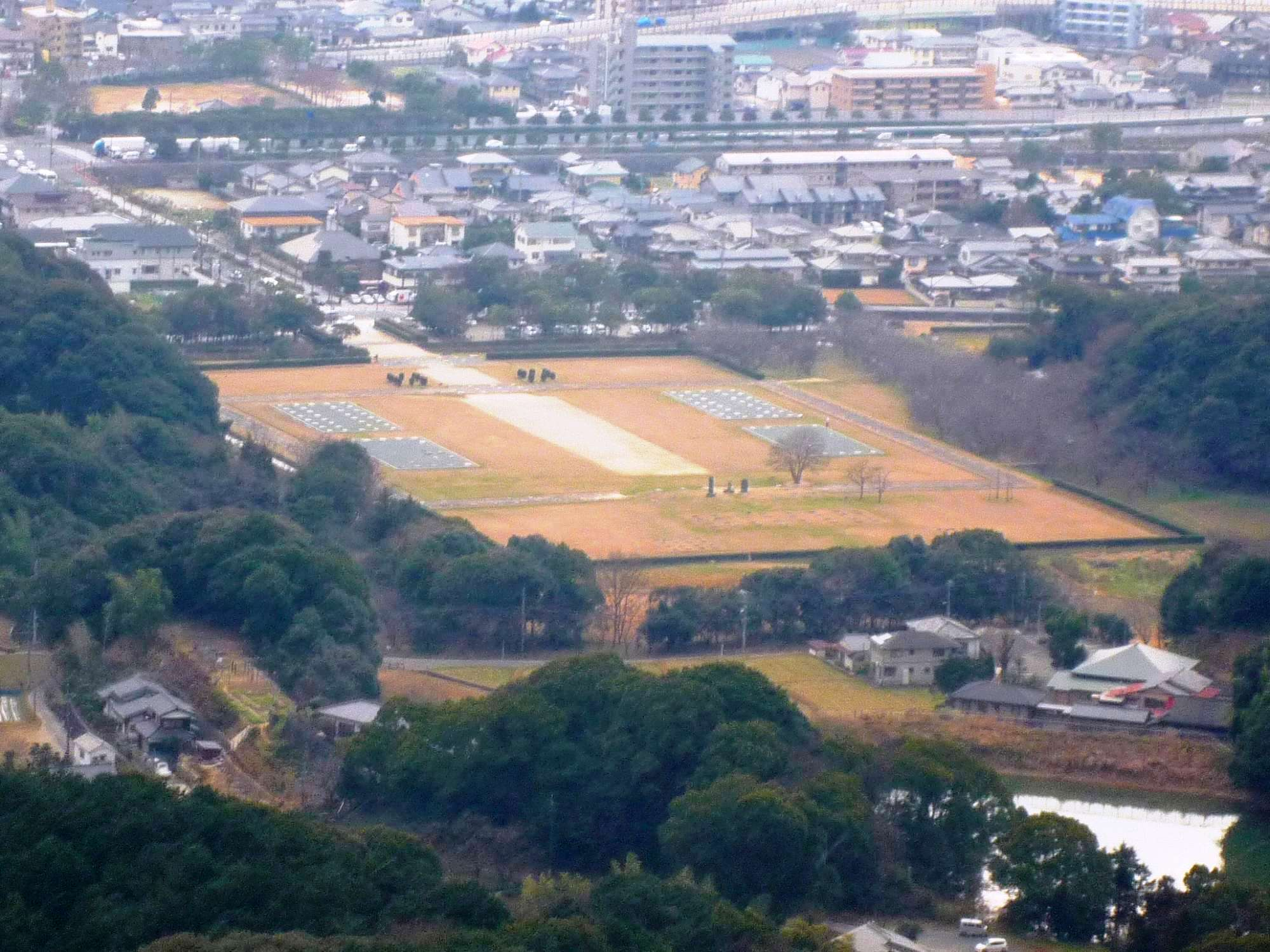
북쪽 약 3km 이와야 산(岩屋山, 표고 281m)에서 찍은 다자이후 정청의 전경.

다자이후가 위치한 기타규슈는 예로부터 중국 대륙 및 한반도와의 교류가 활발하게 이루어졌으며, 일본이 외부로부터의 공격을 받을 시에 가장 먼저 적에게 노출되는 지역이기도 했다. 이러한 역사적 배경에 의해 외교면에서는 해외의 사절을 영접할 고로칸(鴻臚館)이 지금의 하카타(博多) 연안에 설치되었고 다자이후의 통괄을 받았다. 군사적인 면에서 사키모리(防人)를 통괄하는 사키모리노쓰카사(防人司) · 주선사(主船司)를 두어, 일본 서부 지역의 방비를 맡았다.
다자이후는 외교 및 일본 서부 지역의 군사 방위를 주된 임무로 하면서, 사이카이도(西海道) 9개 쿠니(지쿠젠 · 지쿠고 · 부젠 · 분고 · 히젠 · 히고 · 사쓰마 · 휴가 · 오스미)와 3개 섬(이키·쓰시마·다네)에 대한 죠(掾) 이하의 인사 및 4도사의 감사와 같은 행정 · 사법 업무도 맡았다. 그 주어진 권한의 크기는 한때 「먼 곳의 조정」(도노 미야코)이라고 불릴 정도였다.
북부 규슈 6개 구니에서 징발된 사이카이도의 사정(仕丁)들은 모두 다자이후로 소집되었는데, 그 가운데 4백 명 정도는 다자이후 관인들의 지리키(事力)가 되거나 주선사 등에 배치되었다. 이밖에 간제온사(觀世音寺) 축조에 투입되기도 했다. 또한 이 무렵부터 중국이나 한반도에서 오는 상선들과의 사무역의 중심지가 되었다.
다자이후의 중심 치소였던 관청의 총면적은 약 25만 4000평방미터이다. 주된 건물로는 정청·학교, 세금을 보관하는 장사(藏司)·세사(稅司), 의료를 맡은 약사(藥司), 장인들이 모인 장사(匠司)·수리기장소(修理器仗所), 손님 접대를 맡은 객관(客館), 군사를 맡아보는 병마소(兵馬所), 주주사(主厨司), 선박을 맡은 주선소(主船所), 치안을 맡은 경고소(警固所), 다자이후를 방어하는 오노 성(大野城)의 관리를 맡은 대야성사(大野城司), 직물 염색을 맡은 공상염물소(貢上染物所), 종이를 만드는 작지(作紙) 등이 있었다고 하지만 실제 확인된 유적은 적다.
1921년(다이쇼 10년) 3월 3일에 일본 국가 사적으로 지정되었으며, 1953년 3월 31일에 특별 사적으로 승격되었다. 1970년 9월 21일과 1974년 6월 29일에 추가 지정이 이루어졌다.

## 직원
다자이후의 장관은 다자이노소치(大宰帥)라 불리며, 종3위에 해당하는 다이나곤(大納言) · 주나곤(中納言)급의 정부 고관이 겸하고 있었지만, 헤이안 시대에는 주로 친왕(親王)이 임명되었다. 이들은 실제로는 부임하지 않았기 때문에, 차석인 다자이곤노소치(大宰權帥)가 실무를 맡았다(다만 조정의 대신이었던 자가 다자이곤노소치로 좌천되었을 시에는 실무 권한은 없었다). 소치나 곤노소치의 임기는 5년이었다. 소치 및 곤노소치 아래에는

- 스케(貳): 다이니(大貳)·쇼니(少貳)가 있었다.
- 죠(監): 다이겐(大監)·쇼겐(少監)이 있었다.[4]
- 사칸(典): 다이텐(大典)·쇼텐(少典)이 있었다.[5]

등이 있었고, 이밖에 주신(主神)·대판사(大判事)·대령사(大令史)·대공(大工)·사생(史生)·의사(醫師)·산사(算師) 등의 50인의 관인이 배치되어 실무를 맡았다.

## 역사

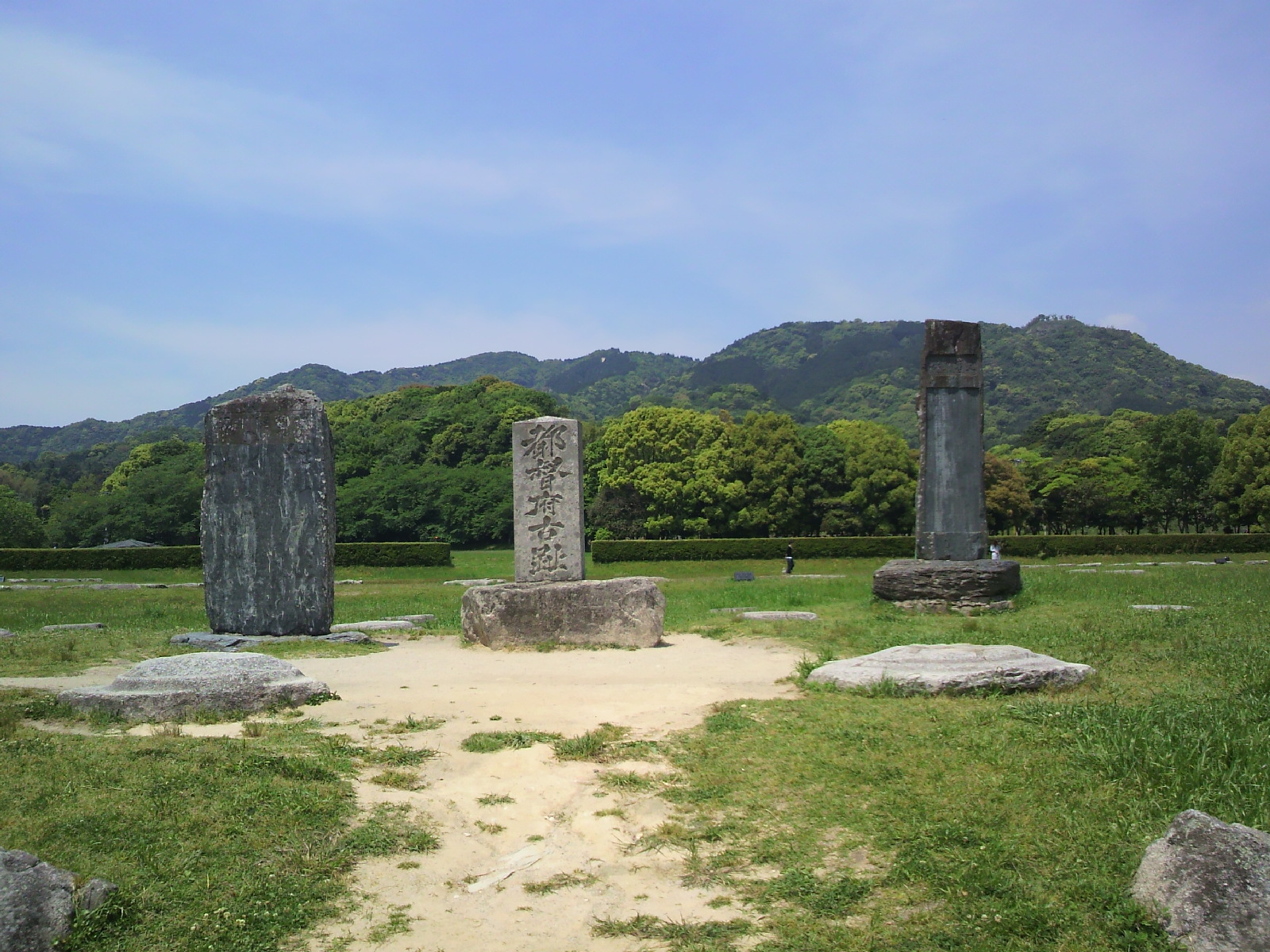
다자이후 정청 터에 세워져 있는 도후로 고적(都府樓古跡) 비석.

일본 열도의 역사, 특히 야요이 시대(弥生時代)나 고분 시대(古墳時代)를 통틀어 대한해협(현해탄) 연안은 대륙(특히 한반도)과 열도를 잇는 창구로써 교통의 요충지였다. 때문에 기나이(畿内)에 터를 잡고 있던 야마토 왕권은 한반도 및 중국 왕조와의 외교 및 군사행동의 요충지로써 일찍이 이곳을 주목했다. 중국의 기록인 위지 왜인전(魏志倭人伝)에 등장하는 일대솔(一大率)이 훗날의 다자이후와 흡사한 시스템으로 운영되었다는 지적도 존재하고 있다.
「다자이」(大宰)라는 문자가 처음 등장하는 것은 스이코 천황(推古天皇) 17년(609년, 536년의 센카 천황(宣化天皇) 때의 기사에도 보인다)에 후쿠오카 현(福岡県) 하카타(博多)에 미야케(官家)를 세웠다는 기사 등으로 이를 통해 볼 때 다자이후의 기원은 이른 시기로 거슬러 올라간다. 7세기에는 견수사(遣隋使)로 파견되었던 오노노 이모코(小野妹子)가 수나라의 답사(答使) 배세청(裴世清)과 함께 나쓰(那津)에 도착했을 때 미야케는 대륙이나 한반도로부터 오는 사신의 접대 등을 도맡았던 것으로 보인다. 쓰쿠시다자이(筑紫大宰)는 규슈 전체의 통치와 외교사절 접대 등을 맡으며 이후 다자이후로 이어진다.
사이메이 천황(斉明天皇) 6년(660년)에 백제가 멸망하고, 사이메이 천황에 이어 덴지 천황(天智天皇)도 재위 2년(663년) 백제 부흥군에게 2만 7천 명에 달하는 왜병 및 군사물자를 지원했지만, 이들은 백강 전투에서 백제 부흥군과 함께 나 ・ 당 연합군에 의해 궤멸당했다. 덴지 천황은 당이 왜로 쳐들어올지도 모른다는 위기감에 더해 이를 대내적으로 왕권 강화에 써먹기 위한 목적으로 이듬해 8월에 쓰쿠시(筑紫)에 대규모 방죽을 겸한 방어시설인 미즈키(水城) ・ 오미즈키(小水城)를 쌓았고, 또한 그 이듬해인 665년에 다자이후 북쪽에 오노 성(大野城), 남쪽에 기이 성(基肄城) 등의 성채를 축조했다.
「쓰쿠시다자이노소치」(筑紫大宰帥)라는 이름도 다이카(大化) 5년(649년)의 기록에 등장하는데, 덴지 천황에서 덴무 천황(天武天皇)에 걸치는 시기에 「쓰쿠시 소쓰」(筑紫率), 「쓰쿠시 소료」(筑紫総領) 등의 용어도 확인되며, 중앙에서 왕족이나 유력귀족이 파견되었다는 사실을 보여주고 있다. 기관으로써 다자이후는 덴지 천황 6년(667년)에 당풍의 「쓰쿠시 도독부」(筑紫都督府)라 하던 것이 덴지 천황 10년(671년)에 처음 「쓰쿠시 다자이후」(筑紫大宰府)라는 기관명이 등장한다.
이후 수도가 있던 야마토 국(大和国)에서 실각한 귀족들이 주로 다자이후로 좌천되는 사례가 많이 보인다. 대표적인 인물이 바로 다이고 천황(醍醐天皇) 시대의 스가와라노 미치자네(菅原道真)이다. 또한 쇼무 천황(聖武天皇) 시대 다자이후로 전임되었던 후지와라노 히로쓰구(藤原広嗣)는 수도에서 내쳐지다시피 한 것에 앙심을 품고 740년에 반란을 일으키기까지 했으며, 때문에 덴표(天平) 17년(745년) 6월까지 다자이후가 폐지되기도 했다. 다자이후가 폐지된 기간 동안에는 기존의 다자이후의 행정기능을 지쿠젠(筑前)에서, 군사기능을 덴표 15년(743년) 12월에 새로 설치한 진제이부(鎮西府)에서 맡았다.
그 뒤 헤이안 시대(平安時代)에 들어 다자이후의 권한이 강화되어 다이토(大同) 원년(806년) 2월에 다자이노다이니(大宰大弐)의 관위 등급은 정5위상에서 종4위하로 격상되었고(일본후기) 고닌(弘仁) 원년(810년)에는 다자이노곤노소치(大宰権帥)가 처음으로 설치되었다. 덴교(天慶) 4년(941년)에 이요(伊予)에서 반란을 일으킨 후지와라노 스미토모(藤原純友)에게 공격받았는데, 이때에도 다치바나노 기미요리(橘公頼)가 다자이노곤노소치로써 스미토모에 맞섰다고 한다. 이 난에서 추포사(追捕使)의 한 사람이었던 오쿠라노 하루자네(大蔵春実)가 현지에 눌러앉아 자손이 대대로 다자이후 관인을 세습하였으며, 11세기 도이의 입구 때에도 활약하였다. 난으로 불타버린 다자이후는 다시금 재건되었는데, 오늘날 다자이후 정청 유적에 남아 있는 주춧돌들은 당시 재건된 건축군에 속한다.
헤이안 후기에 들면 「다이후」(大府), 「사이후」(宰府)로 불리기도 했다. 다만 12세기에 들어서는 이름뿐인 존재가 되어버린 다자이노소치(大宰帥) 대신 다자이후의 책임자로써의 지위를 갖게 되고 실제로는 요임(遥任)이라는 형태로 교토에서 정무를 맡아보던 다자이노곤노소치나 다자이노다이니를 「다이후」, 다자이후 현지에서 기구를 감독 지휘하는 것을 「사이후」라고 부르게 되었다. 다자이노곤노소치나 다자이노다이니가 현지기구에 대해 내리는 명령을 다이후센(大府宣), 다자이후 현지에서 보고 및 건의하는 상주문을 사이후케(宰府解, 다자이후케大宰府解 ・ 사이후 신장宰府申状)이라고 불렀다.
호겐(保元) 3년(1158년)에 다이라노 기요모리(平清盛)가 다자이노다이니를 맡게 되고 헤이시 정권의 기반이기도 했던 송(宋)과의 무역 진흥으로 기타큐슈(北九州)의 정치적 중심지는 다자이후에서 20km 떨어진 하카타로 옮겨졌다. 송과의 교역에서 오는 막대한 이익은 당시 힘있는 지샤 세력들이 기타큐슈 지역에 앞다투어 장원을 형성하게 이끄는 요인이었고, 기요모리에 이어 그 동생인 요리모리(頼盛)가 다자이노다이니에 취임하는 등 그러한 송과의 교역 권한은 모두 헤이케가 장악하고 있었다. 가마쿠라 시대(鎌倉時代)에 들어 율령제하에서의 다자이후는 어느 시점에서인가 그 기능이 정지되었지만, 7세기 후반 이래로 5백 년에 걸쳐 현지에서 다자이후가 맡아왔던 역할에서 비롯된 권위는 사라지지 않아서 가마쿠라 막부의 슈고(守護) 또는 진제이호코(鎮西奉公)를 맡아 내려온 무토 스케요리(武藤資頼)는 다자이노쇼니(大宰少弐) 관직에 임명됨으로써 명실상부한 규슈의 지배자가 되었다. 그들은 다자이후를 거성(居城)으로 삼아 규슈를 다스렸으며, 스케요리 이래로 그 자손들이 관직을 따라 성을 쇼니 씨(少弐氏)로 칭한 것도 이러한 권위 때문이었다.
또한 다자이노곤노소치나 다자이노다이니 소유의 다자이후령(大宰府領)이나 대외교역으로부터 얻는 막대한 경제적 이익은 다자이후의 인기 요인이었다. 일본 역사에서 원구(元寇)로 불리는 원나라의 일본 원정 3년 전인 분에이(文永) 8년(1271년) 2월에 다자이노곤노소치 지위를 놓고 요시다 쓰네토시(吉田経俊)와 그 분가인 나카미카도 쓰네토(中御門経任)가 다투었는데, 최종적으로는 고사가 천황(後嵯峨上皇)의 측근이기도 했던 쓰네토가 다자이노곤노소치 지위를 맡게 되어, 요시다 쓰네나가(吉田経長)는 자신의 《길속기》(吉続記)에서 쓰네토가 고대 중국의 부호였던 도주(陶朱)처럼 되었다고 비난했다. 애초에 이러한 임명의 이면에는 천황이나 상황의 측근이라는 점도 한몫했으며, 다자이노곤노소치는 퇴임 후에는 수리직(修理職) 등의 지위를 맡고 대궐 축조나 대상제(大嘗祭)같은 거액의 경비가 필요한 행사에 비용 부담을 명받았다(당연히 다자이노곤노소치로써 얻을 수 있는 경제적 이득은 그 부담을 상회하는 것이었다고 추정되고 있다).

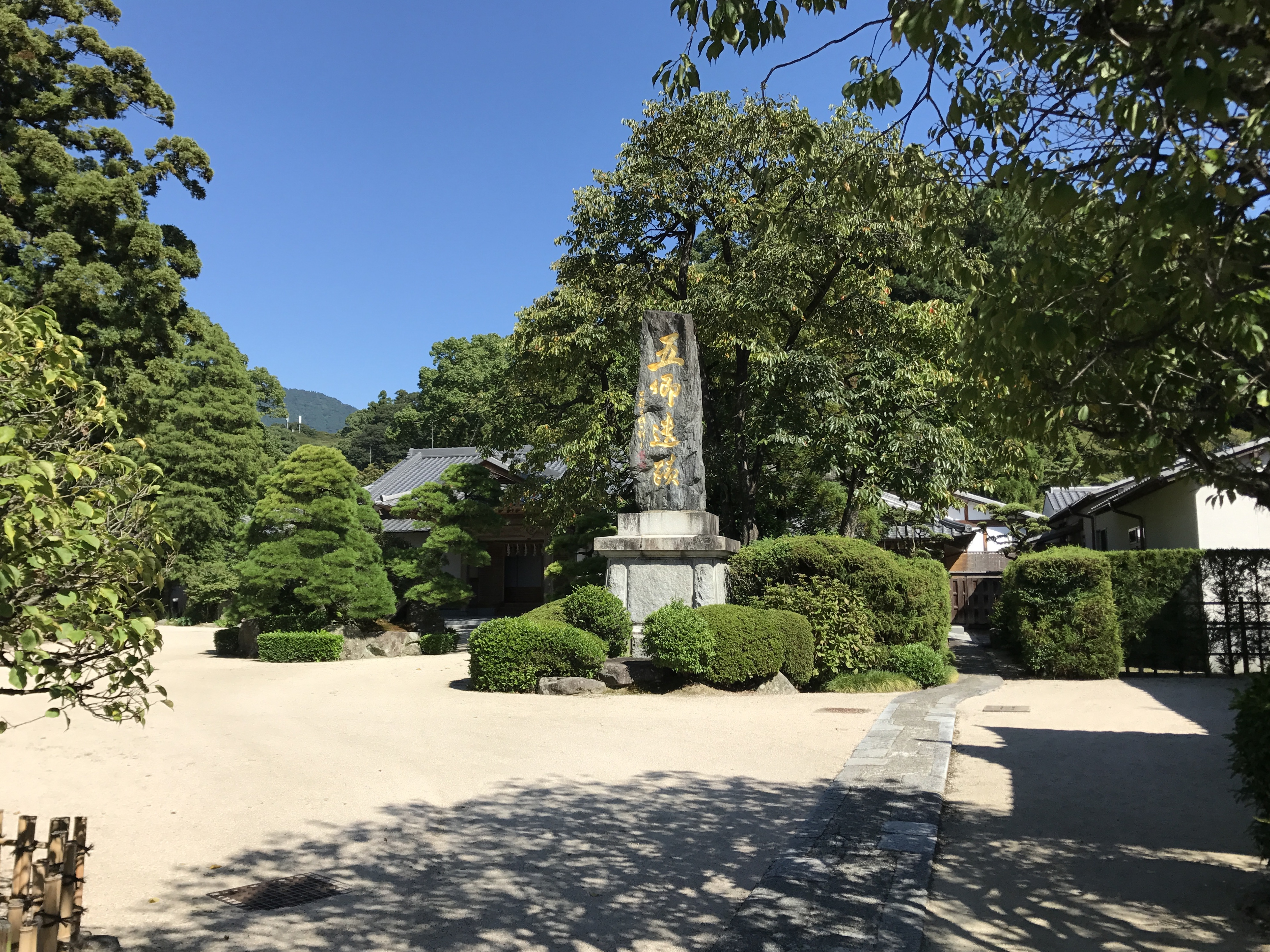
엔주오인 경내에 위치한 오경유적(五卿遺跡) 비석. 막부 말기 엔주오인에 머물렀던 존왕파 구교들을 기념하기 위해 세운 비석이다.

중세에 들어 조정 권력의 쇠퇴나 몽골 침공 등 사이카이도(西海道)의 동향으로 다자이후의 실권은 점차 줄어들었다. 남북조 시대(南北朝時代)에는 남조(南朝)의 고다이고 천황(後醍醐天皇)이 자신의 왕자인 가네요시 친왕(懐良親王)을 정서장군(征西将軍)으로 파견했고, 기쿠치 씨(菊池氏)의 지지를 받은 친왕을 위시한 남조측은 쇼헤이(正平) 14년/엔분(延文) 4년(1359년)에 지쿠고 강 전투(筑後川の戦い)에서 쇼니 씨(少弐氏)를 총대장으로 하는 북조측을 격파하고 다자이후를 점령했다. 남조측의 정서부는 무로마치 막부(室町幕府)에서 파견된 이마가와 사다요(今川貞世)에 의해 다시 패하고 쇼니 씨는 다자이후를 회복하지만, 센고쿠 시대(戦国時代) 다시 스오(周防)의 오우치 씨(大内氏)가 다자이후를 장악하게 되었다. 오우치 씨 역시 쇼니 씨와 맞서기 위해서 교토 조정으로부터 다자이후의 책임자인 다자이노쇼니(大宰大弐) 관직을 받기를 열망하였으며, 당주 요시타카(義隆)가 실제로 이 직책에 보임되기도 하였다.
센고쿠 시대 말기 분고(豊後)의 오토모 씨(大友氏)의 게라이(家来)인 다카하시 쇼운(高橋紹運)이 시마즈씨(島津氏)의 공격을 당해 시오지 산(四王寺山)의 이와야 성(岩屋城)에서 자결한 뒤, 최종적으로 다자이후는 조용한 농촌으로 변모했고, 에도 시대(江戸時代) 이후로 줄곧 그러했다. 다만 그 뒤로도 다자이후 덴만구(太宰府天満宮)와 그 진입로에 위치한 몬젠마치(門前町)는 덴만구를 참배하러 오는 사람들로 문전성시를 이루게 된다. 다자이후 덴만구는 안라쿠지 덴만구(安楽寺天満宮)라고도 불렸고 인근에 엔주오인(延寿王院)이라는 덴만구의 신직과 참배객들을 위한 숙소 겸 거처가 있었다. 이곳은 호레키(宝暦) 4년(1754년) 모모조노 천황(桃園天皇)으로부터 안라쿠지 엔주오인 유슈벳토 오오토리이(安楽寺延寿王院留守別当大鳥居)라는 원호(院号)를 하사받으면서 그러한 이름 붙여졌는데, 막부 말기 교토에서 쫓겨난 존왕파 구교 산조 사네토미(三条実美) 등 다섯 구교들이 조슈(長州)를 거쳐서 다자이후로 내려와 게이오(慶応) 3년(1867년) 교토로 돌아오기까지 3년 동안 이곳 엔주오인에 머물렀으며, 옛 사쓰마(薩摩)나 조슈의 근왕파 지사들이 많이 드나들었다고 한다. 엔주오인은 오늘날 다자이후덴만구의 궁사(宮司) 가문인 니시타카쓰지 가문(西高辻家)의 저택으로 쓰이고 있다.
1889년(메이지 22년) 다자이후 촌(太宰府村) 기타타니(北谷) ・ 우치야마(内山) 2촌이 병합되어 다자이후 촌이 되었고, 사카모토(坂本) ・ 미즈키(水城) ・ 고쿠부(国分) ・ 간제온지(観世音寺)・ 도노코가(通古賀) ・ 가타노(片野) ・ 오오사노(大佐野) ・ 무카이자노(向佐野) ・ 요시마쓰(吉松) 9개 촌이 합병되어 미즈키 촌(水城村)이 되었다. 다자이후 촌은 1892년(메이지 25년)에 정제(町制) 시행으로 다자이후 정(太宰府町)이 되었다.
1955년 다자이후 정과 미즈키 정이 합병되어 다자이후 정이 되었고, 1982년에 시제(市制)가 시행되어 다자이후시가 되어 오늘날에 이르고 있다.

## 발굴 조사
1968년부터 학술조사가 실시되었다.

### 정청 지구

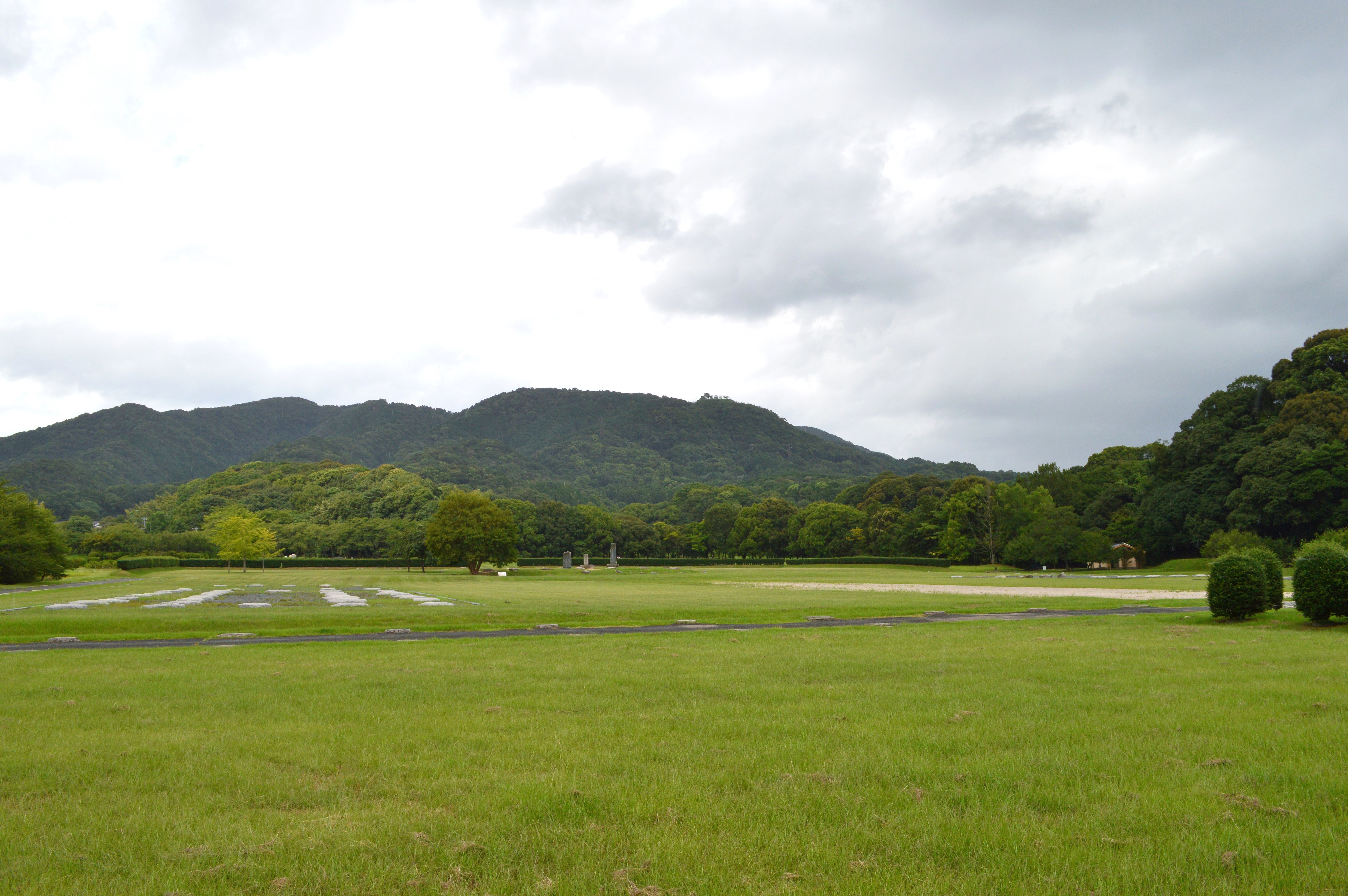
다자이후 정청 전경. 배경의 산은 시오지 산이다.

정청지구 발굴 조사는 1943년(쇼와 18년)에 최초로 시작되었다. 조사 결과 정청 지구에서 3시기의 유구(遺構)가 존재하고 있음이 확인되었다. 각 유구의 개요는 다음과 같다.
- 제1기 : 7세기 후반 - 8세기 초. 다자이후 정청 창건 시기(굴립주掘立柱 건물군. 고단계와 신단계로 세분된다).
- 제2기 : 8세기 초 - 10세기 중엽. 조도인(朝堂院) 형식 창건 시기(주춧돌과 기와를 사용한 건물군. 정청 규모는 동서 111.6m에 남북 188.4m이고 회랑 규모는 동서 111.1m에 남북 113.8m이다).
- 제3기 : 10세기 중엽 - 12세기. 조도인 형식 정비 확충기(주춧돌과 기와를 사용한 건물군).

정청 지구에 대해서는 발굴조사 이전에는 「현존하는 주춧돌이 창건 당시의 것」, 「덴교 4년(941년)의 후지와라노 스미토모의 난으로 불타버린 뒤에 재건된 것」이라고 보는 설이 주류였는데, 전자에 대해서는 각 유구들이 따로 존재하고 있는 것이 확인되면서 부정되었고, 후자에 대해서는 제2기 유구 위의 퇴적층에서 불에 탄 흔적이 확인되면서 다자이후가 화재(이 경우는 전화)로 소실되었던 것이 증명되었고 제3기 유구가 이전부터 규모를 확대해서 재건되었던 것이 밝혀지면서 오늘날에는 부정되고 있다.
제1기에서 제2기의 개축은 율령제도에 의해서 정부기관으로써 확립된 것에 대응하는 것이었다. 제3기는 율령제도가 이완되었던 시기로 제2기보다 대규모 건축이 이루어졌다는 것에 많은 연구자들을 놀라게 하였으나, 오늘날에는 당시의 정청 운영에 중심적 역할을 맡았던 재청관인층의 확대에 대응하는 것이었다고 이해되고 있다.

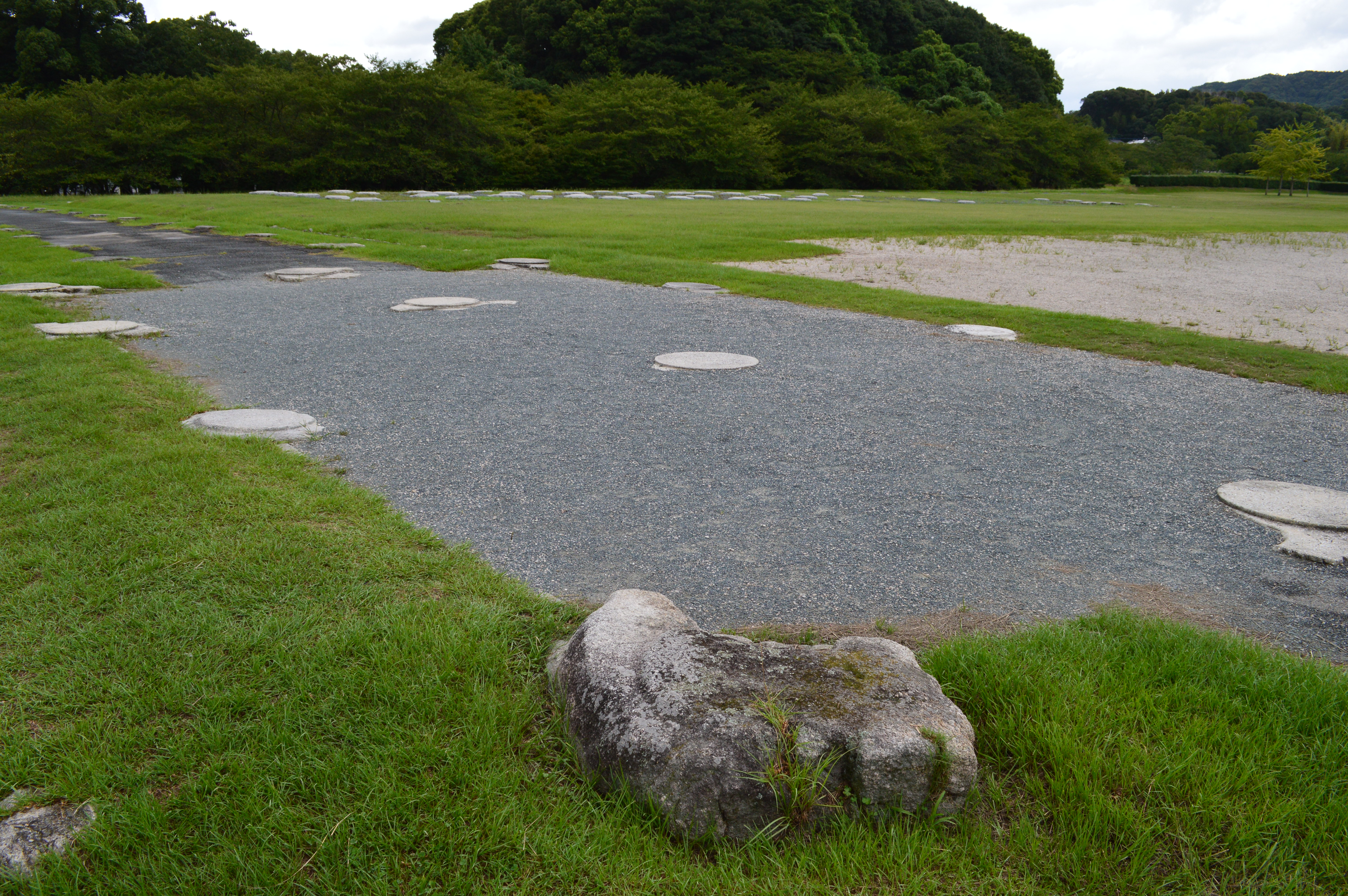
중문 터이다.
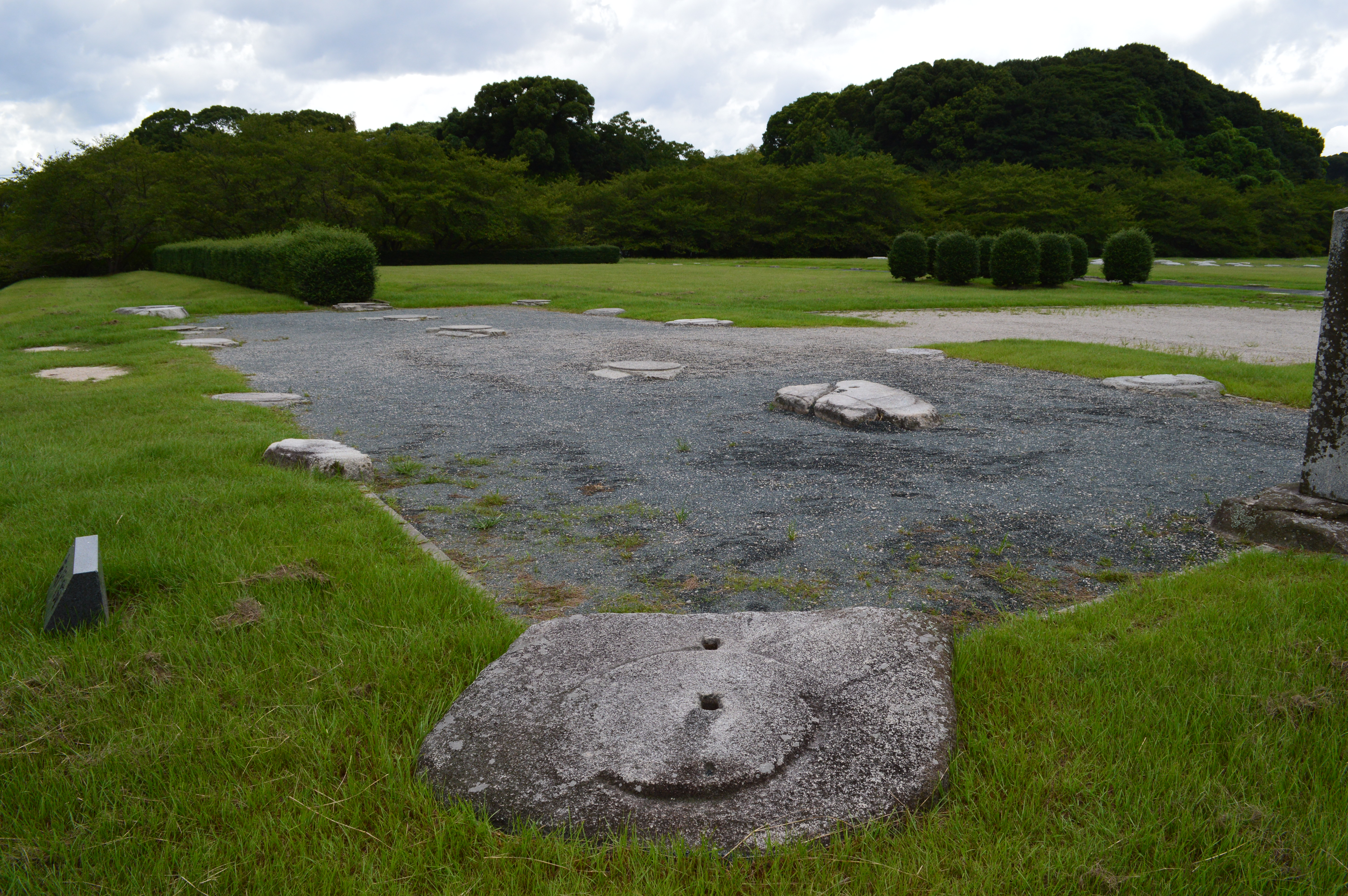
남문 터이다.
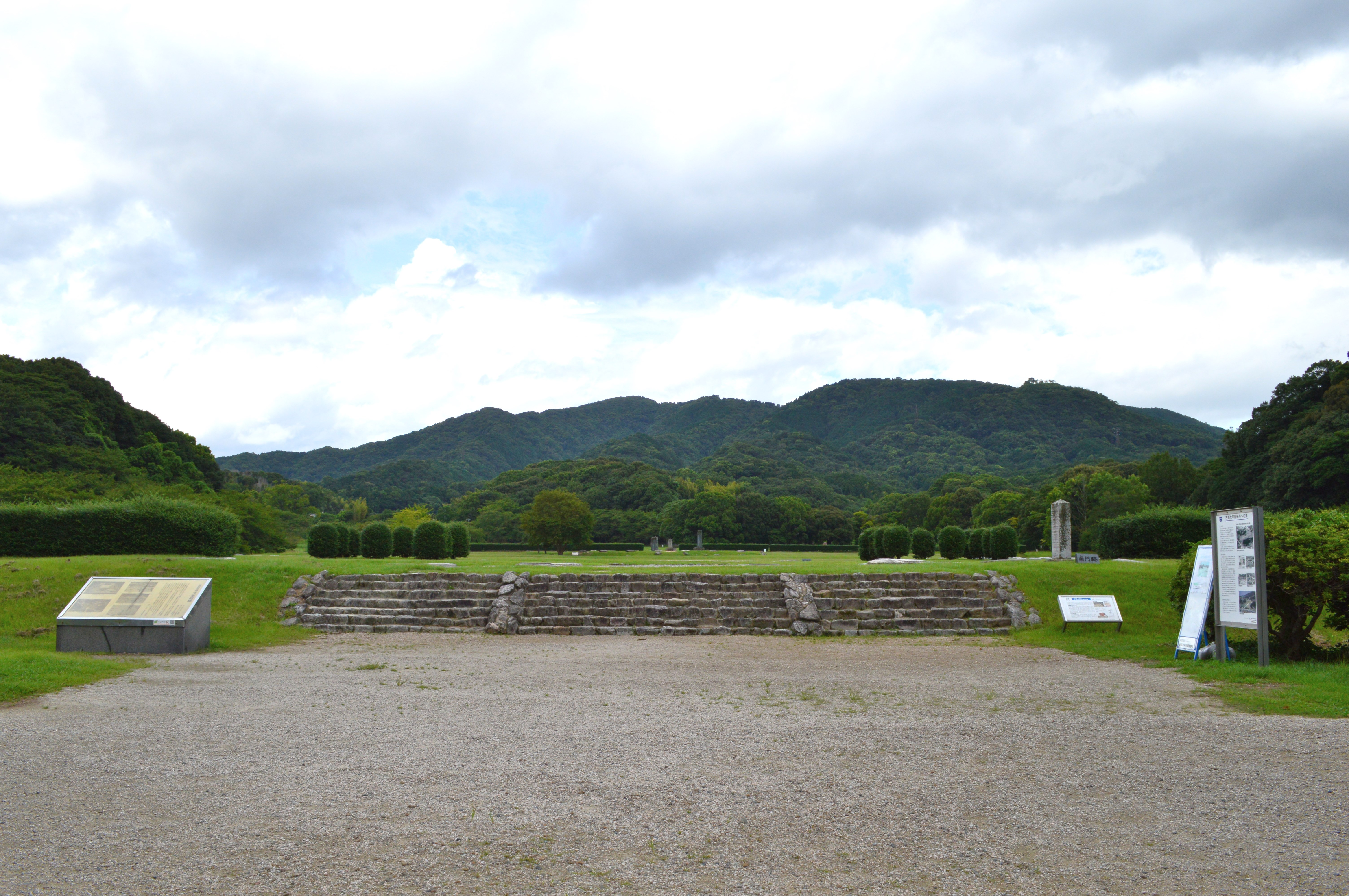
정면에서 바라본 정청의 모습이다.

### 다자이후에 실시된 조방제

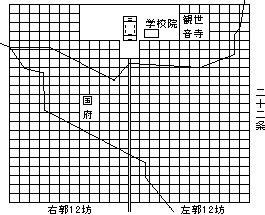
다자이후 조방 복원도. 일본 규슈 대학(九州大学) 미야모토 마사아키(宮本雅明) 교수가 제시한 복원안을 참고로 작성되었다.

다자이후에도 교토와 같은 조방제(条坊制)에 의한 도로 정비가 존재했었음을 상정한 것은 훗날 규슈 대학(九州大学)의 교수를 지낸 가가미야마 타케시(鏡山猛)가 최초였다. 그는 1937년(쇼와 12년) 다자이후 정청 권역을 사방 4정(町), 간제온지 구역을 사방 3정으로 책정할 경우 양자의 남측을 동서선상으로 일치시킬 수 있다는 점, 이 경우 정청 동쪽 변두리와 간제온지 서쪽 변두리 사이가 약 2정이 된다는 점을 들어 1정을 단위로 하는 조성계획이 존재했음을 상정하고 그 적용범위를 넓혀서 주변 도로나 경작지의 경계와 일치하는 것이 많다는 점을 지적하였다. 나아가 간제온지에 전하는 고문서류에 기록되어 있는 조방(条坊) 호칭의 분석을 통해 동서 각12조(条), 남북 22조로 동서 약 2.6km 남북 약 2.4km에 해당하는 조방 영역을 상정하였다. 그 실태는 1930년대에 존재하고 있던 도로나 경작로에 기초한 「궤상 복원안」(机上の復元案)이 있는데 다자이후의 조방 존재를 지적하고 학계에 주목을 환기하게 되었다. 가가미야마가 제시한 추정안은 오늘날에도 잘 알려져 있으며 일반인 대상의 교양도서 등에도 소개되어 있는 복원도는 그의 추정안을 따르고 있다.
그 뒤 후쿠오카 현 교육위원회(福岡県教育委員会), 규슈역사자료관(九州歴史資料館), 다자이후시 교육위원회(太宰府市教育委員会), 지쿠시노 시 교육위원회(筑紫野市教育委員会)에 의해 조방제 시공 상정 범위 안에서의 발굴조사가 단속적으로 이루어졌는데, 오늘날의 시점에서는 다음과 같은 성과가 보고되었다.
1. 정청 제1기에 대응하는 7세기 단계에는 조방의 존재로 결부지을 수 있는 유구가 확인되지 않았다.
2. 정청 제2기에 대응하는 8세기 단계에서 조방와 관련된 것으로 보이는 유구는 정청 한가운데에서 남쪽으로 뻗은 남북중앙대로(南北中央大路, 주작대로朱雀大路로도 부를 수 있다) 주변을 중심으로 존재하고 있다. 이들 유구는 남북방향으로 나있는 것이 현저하며, 동서방향으로는 적은 것에서 정연한 조방영역이 정비되어 있었던 것은 아닐 가능성이 크다.
3. 정청 제3기에 대응하는 10세기 단계의 조방 유구는 가가미야마가 제시한 추정안의 상정 영역에 가까운 범위에 존재한다. 이 단계에서의 1개 구획은 면적 8반을 기준으로 하고 있는 듯 보인다. 구역 도랑 등의 유구는 11세기 후반에서 12세기 전반에 걸쳐 매몰되었고 조방제에 의한 도로 구획은 이 무렵에 황폐화되었던 것으로 추정된다.

이러한 상황은 정치적 중심의 주변에서 차츰 도시가 형성되어 가던 과정으로 이해할 수 있다.
이미 가가미야마의 제시안은 원안 그대로는 성립될 수 없는 것이지만, 앞에서 언급한 대로 발굴성과를 받아들인 새로운 형태의 조방 복원단이 긴타 아사히로(金田章裕)나 이노우에 마사노부(井上信正) 등에 의해 제시되었다.
2006년 4월 20일, 지쿠시노 시 교육위원회는 다자이후 정청 유적의 북단에서 약 1.7km 남쪽으로 조방의 남단으로 추정되는 폭 8m 정도의 도로와 도랑 유적이 확인되었음을 발표하였다. 시 교육위원회는 이곳에서 남쪽으로는 유구가 발견되지 않았다는 점을 근거로 이 유구를 조방 남단에 해당하는 것으로 추정하였다.

### 다자이후 갓코인 유적(大宰府学校院跡)
다자이후 갓코인 유적은 1969년부터 다자이후 사적 조사의 일환으로 발굴 조사가 이루어졌으며, 1970년 일본의 국가 사적으로 지정되었다. 행정구역상 주소는 일본 후쿠오카 현 다자이후시 대자관세음사(大字観世音寺)로 중앙의 대학(大学) ・ 전약(典薬) 두 료(寮)와 지방의 고쿠가쿠(国学)에 해당하는 곳으로 다자이후의 관인을 양성하는 기관과 관련된 유적이다.
그 성립 시기는 확실하지 않으나 일본에서 율령제도 정비가 진척됨에 따라 학교에 상당하는 기관도 그에 수반해서 설립되었을 것으로 추정되고 있다. 덴오(天応) 원년(781년) 3월 태정관에서 발부한 태정관부(太政官符)에 「부(府) 학교(学校)에 6국의 학생(学生) ・ 의생(医生) ・ 산생(算生)은 2백여 인이라」라는 대목이 문헌에서 보이는 가장 오래된 사료이다.
발굴 조사 당시 갓코인의 중앙부에서 굴립주(掘立柱) 형태의 건물 네 채가 확인되었다. 그 가운데 두 채는 2칸×3칸으로 창고풍으로 지어졌던 건물이고 나머지 두 채 가운데 한 채는 4칸×7칸의 남북으로 행랑이 딸린 건물로 추정되는데 이곳이 중심 건물이었던 것으로 추정되고 있다. 이 건물의 시기는 헤이안 시대 전반으로 추정된다. 갓코인의 동쪽 주변부에서는 굴립주 건물 7채와 남북으로 난 도랑, 토담 모양의 유구 등이 확인되었다. 건물은 세 번에 걸쳐서 축조되었고 나라 시대의 후반부 건물이 가장 오래된 것이다. 도랑은 헤이안 시대에서 무로마치 시대에 걸쳐 존속하였으며 토담 유구도 헤이안 시대 전반 무렵에 축조되었다고 생각되고, 갓코인의 동쪽을 끊어 나누기 위한(아마도 간제온지観世音寺와의 경계를 구별하기 위한) 것으로 추측되고 있다.

## 관련 인물
- 후지와라노 히로쓰구(藤原広嗣)
- 기비노 마키비(吉備真備) - 다자이노곤노소치를 지냈던 오에노 마사후사(大江匡房)의 《고우케시다이》(江家次第)에 따르면 다자이후 갓코인에 기비노 마키비가 당에서 가져온 공자의 초상화가 안치된 시설이 있었다고 기록하고 있다.
- 오토모노 다비토(大伴旅人, 665년 ~ 731년) - 진키(神亀) 5년(728년)부터 덴표(天平) 2년(730년) 말까지 다자이노소치를 지냈다. 다자이후에 부임한 직후 그는 아내 다지히노 이라쓰메(丹比郎女)를 잃었다.
- 오토모노 야카모치(大伴家持)
- 오토모노 사카노우에노 이라쓰메(大伴坂上郎女)
- 야마노우에 오쿠라(山上憶良)
- 오노노 미네모리(小野岑守) - 다자이노다이니(大宰大弐)로써 부임 중이던 고닌(弘仁) 14년(823년)에 공영전(公営田) 도입을 건의해서 이듬해인 덴초(天長) 원년(824년) 다네국(多褹国)을 오스미국(大隅国)으로 편입시켰다.
- 스가와라노 미치자네(菅原道真) - 다자이노곤노소치(大宰員外帥)로써 부임하였으나 그것은 좌천성 인사였고 다자이후 정청에는 한 번도 오르지 못하였다.
- 후지와라노 다카이에(藤原隆家) - 눈병 치료를 위해 자원해서 다자이노곤노소치(大宰権帥)로 부임해 갔는데 그곳에서 도이의 입구(刀伊の入寇)를 겪었다. 다카이에는 그곳에서 조정군을 지휘하였다.
- 오에노 마사후사 - 에이초(永長) 2년(1097년) 다자이노곤노소치로 임명되어 이듬해인 조토쿠(承徳) 2년(1098년) 다자이후로 낙향하였으며 고와(康和) 4년(1102년) 다자이후에서의 노고를 치하하는 의미로써 정2위 관위를 받았으나 곧 다자이노곤노소치를 사임하였다.
- 다치바나노 기미요리(橘公頼)
- 다카시나노 나리아키(高階成章) - 다자이노다이니(1055년 - 1058년). 「요쿠노 다이니」(欲大弐)라는 별명이 있었다. 아내는 가인(歌人)으로 이름이 알려졌던 다자이 산미(大弐三位).
- 후지와라노 나가후사(藤原長房) - 다자이노다이니(1092년 - 1094년).
- 다이라노 기요모리(平清盛) - 1158년에 다자이노다이니가 되었다.
- 무토 스케요리(武藤資頼) - 1226년부터 1228년까지 다자이노쇼니(大宰少弐)를 지냈으며(무사로써는 최초였다) 쇼니씨(少弐氏)의 시조이다.

## 이설과 속설
규슈왕조설(九州王朝説)에서는 다자이후가 고대 북규슈 왕조의 수도(倭京)였다고 주장한다. 하지만, 학술잡지 등에서 규슈왕조설을 긍정적으로 평가하는 논문은 거의 전무한 실정이며, 일반적으로 규슈왕조설 및 관련 주장은 과학적인 학설로 간주되지 못하고 있다.

## 축제
- 다자이후 덴만구 추은제(太宰府天満宮秋思祭)（음력 9월 10일)

## 같이 보기
- 북규슈
- 율령제도
- 다자이후시

### 관련 인물
- 스가와라노 미치자네
- 다이라노 기요모리